# Beker van België (volleybal)
De Beker van België is een bekercompetitie in het Belgisch volleybal.

## Beschrijving
Het bekertornooi wordt naast de reguliere competities georganiseerd, inrichtende macht is Volley Belgium. 

## Geschiedenis
De eerste editie vond plaats in het seizoen 1967-'68. Winnaar bij de heren werd Brabo Antwerpen en bij de dames VC Verbroedering Ons Genoegen. Sinds eind jaren '90 werden de meeste edities in het herentornooi gewonnen door Knack Roeselare en VC Maaseik. Enkel Topvolley Antwerpen (2014), Volley Asse-Lennik (2015) en Caruur Volley Gent (2022) konden sindsdien hun zegereeksen doorbreken. Bij de dames is Asterix Kieldrecht en diens opvolger Asterix Avo Beveren sinds eind jaren '90 de grote slokkop. Begin jaren 2000 werd nog enig weerwerk geboden door Datovoc Tongeren, maar sindsdien konden enkel VDK Gent (2009), Dauphines Charleroi (2012), VC Oudegem (2013 & 2022) en Hermes Volley Oostende (2019 en 2020) enkele titels weggraaien.

## Erelijst

### Heren
- 1967-'68 Brabo Antwerpen
- 1968-'69 Rembert Torhout
- 1969-'70 Rembert Torhout
- 1970-'971 Rembert Torhout
- 1971-'72 Rebels Lier
- 1972-'73 Rebels Lier
- 1973-'74 ASUB Bruxelles
- 1974-'75 Red Star Leuven
- 1975-'76 Hörmann Genk
- 1976-'77 Ibis Kortrijk
- 1977-'78 VC Turnhout
- 1978-'79 Ibis Kortrijk
- 1979-'80 Ibis Kortrijk
- 1980-'81 Ibis Kortrijk
- 1981-'82 Volley Kruikenburg Ternat
- 1982-'83 Ibis Kortrijk
- 1983-'84 VT IJsboerke Herentals
- 1984-'85 VC Lennik
- 1985-'86 Noliko Maaseik
- 1986-'87 KVC Zonhoven
- 1987-'88 Rembert Torhout
- 1988-'89 Knack Randstad Roeselare
- 1989-'90 Knack Randstad Roeselare
- 1990-'91 Noliko Maaseik
- 1991-'92 VC Lennik
- 1992-'93 VC Lennik
- 1993-'94 Knack Randstad Roeselare
- 1994-'95 Rembert Torhout
- 1995-'96 Trudo Zonhoven
- 1996-'97 Noliko Maaseik
- 1997-'98 Noliko Maaseik
- 1998-'99 Noliko Maaseik
- 1999-'00 Knack Randstad Roeselare
- 2000-'01 Noliko Maaseik
- 2001-'02 Noliko Maaseik
- 2002-'03 Noliko Maaseik
- 2003-'04 Noliko Maaseik
- 2004-'05 Knack Randstad Roeselare
- 2005-'06 Knack Randstad Roeselare
- 2006-'07 Noliko Maaseik
- 2007-'08 Noliko Maaseik
- 2008-'09 Noliko Maaseik
- 2009-'10 Noliko Maaseik
- 2010-'11 Knack Randstad Roeselare
- 2011-'12 Noliko Maaseik
- 2012-'13 Knack Randstad Roeselare
- 2013-'14 Topvolley Antwerpen
- 2014-'15 Volley Asse-Lennik
- 2015-'16 Knack Roeselare
- 2016-'17 Knack Roeselare
- 2017-'18 Knack Roeselare
- 2018-'19 Knack Roeselare
- 2019-'20 Knack Roeselare
- 2020-'21 Knack Roeselare
- 2021-'22 Caruur Volley Gent
- 2022-'23 Knack Roeselare
- 2023-'24 Knack Roeselare
- 2024-'25 Knack Roeselare[1]

| Club                           | Aantal overwinningen | Jaar                                                                                                  |
| ------------------------------ | -------------------- | --- |
| Knack Roeselare                | 17                   | 1989, 1990, 1994, 2000, 2005, 2006, 2011, 2013, 2016, 2017, 2018, 2019, 2020, 2021, 2023, 2024 & 2025 |
| VC Maaseik                     | 14                   | 1986, 1991, 1997, 1998, 1999, 2001, 2002, 2003, 2004, 2007, 2008, 2009, 2010 & 2012                   |
| VT Oosthout Torhout            | 5                    | 1969, 1970, 1971, 1988 & 1995                                                                         |
| VC Kortrijk                    | 5                    | 1977, 1979, 1980, 1981 & 1983                                                                         |
| VC Lennik / Volley Asse-Lennik | 4                    | 1985, 1992, 1993 & 2015                                                                               |
| KVC Zonhoven                   | 2                    | 1987 & 1996                                                                                           |
| Rebels Lier                    | 2                    | 1972 & 1973                                                                                           |
| Caruur Volley Gent             | 1                    | 2022                                                                                                  |
| Topvolley Antwerpen            | 1                    | 2014                                                                                                  |
| VT Herentals                   | 1                    | 1984                                                                                                  |
| Volley Kruikenburg Ternat      | 1                    | 1982                                                                                                  |
| VC Turnhout                    | 1                    | 1978                                                                                                  |
| VRC Genk                       | 1                    | 1976                                                                                                  |
| Red Star Leuven                | 1                    | 1975                                                                                                  |
| ASUB Bruxelles                 | 1                    | 1974                                                                                                  |
| Brabo Antwerpen                | 1                    | 1968                                                                                                  |

### Dames
- 1967-'68 VOG Antwerpen
- 1968-'69 VOG Antwerpen
- 1969-'70 VOG Antwerpen
- 1970-'71 Hermes Volley Oostende
- 1971-'72 Hermes Volley Oostende
- 1972-'73 VOG Antwerpen
- 1973-'74 Dilbeek-Itterbeek SC
- 1974-'75 VOG Antwerpen
- 1975-'76 VOG Antwerpen
- 1976-'77 Hermes Volley Oostende
- 1977-'78 Dilbeek-Itterbeek SC
- 1978-'79 VC Temse
- 1979-'80 Dilbeek-Itterbeek SC
- 1980-'81 Dilbeek-Itterbeek SC
- 1981-'82 Hermes Volley Oostende
- 1982-'83 Hermes Volley Oostende
- 1983-'84 Deco Denderhoutem
- 1984-'85 VC Antonius Herentals
- 1985-'86 Saco Halle
- 1986-'87 VC Antonius Herentals
- 1987-'88 Hermanas Wervik
- 1988-'89 VC Temse
- 1989-'90 VC Antonius Herentals
- 1990-'91 VC Temse
- 1991-'92 Hatovoc[2]
- 1992-'93 Breitex Herentals
- 1993-'94 Datovoc Tongeren[2]
- 1994-'95 Dauphines Charleroi
- 1995-'96 Asterix Kieldrecht[3]
- 1996-'97 Kärcher Herentals
- 1997-'98 Asterix Kieldrecht[3]
- 1998-'99 Asterix Kieldrecht[3]
- 1999-'00 Isola Tongeren[2]
- 2000-'01 Asterix Kieldrecht[3]
- 2001-'02 Asterix Kieldrecht[3]
- 2002-'03 Eburon Tongeren[2]
- 2003-'04 Eburon Tongeren[4]
- 2004-'05 Eburon Tongeren[5]
- 2005-'06 Asterix Kieldrecht[6]
- 2006-'07 Asterix Kieldrecht[7]
- 2007-'08 Asterix Kieldrecht[8]
- 2008-'09 VDK Gent[9]
- 2009-'10 Asterix Kieldrecht[10]
- 2010-'11 Asterix Kieldrecht[11]
- 2011-'12 Dauphines Charleroi[12]
- 2012-'13 VC Oudegem[13]
- 2013-'14 Asterix Kieldrecht[14]
- 2014-'15 Asterix Kieldrecht[15]
- 2015-'16 Asterix Kieldrecht[16]
- 2016-'17 Asterix Avo Beveren[17]
- 2017-'18 Asterix Avo Beveren[18]
- 2018-'19 Hermes Volley Oostende[19]
- 2019-'20 Hermes Volley Oostende[20]
- 2020-'21 Asterix Avo Beveren[21]
- 2021-'22 VC Oudegem[22]
- 2022-'23 Asterix Avo Beveren[23]
- 2023-'24 Asterix Avo Beveren[24]
- 2024-'25 Asterix Avo Beveren[1]

| Club                             | Aantal overwinningen | Jaar                                                                          |
| -------------------------------- | -------------------- | ----------------------------------------------------------------------------- |
| Asterix Kieldrecht               | 13                   | 1996, 1998, 1999, 2001, 2002, 2006, 2007, 2008, 2010, 2011, 2014, 2015 & 2016 |
| Hermes Volley Oostende           | 7                    | 1971, 1972, 1977, 1982, 1983, 2019 & 2020                                     |
| Asterix Avo Beveren              | 6                    | 2017, 2018, 2021, 2023, 2024 & 2025                                           |
| Hatovoc / Datovoc Tongeren       | 6                    | 1992, 1994, 2000, 2003, 2004, 2005                                            |
| VC Verbroedering Ons Genoegen    | 6                    | 1968, 1969, 1970, 1973, 1975 & 1976                                           |
| Volleybalclub Antonius Herentals | 5                    | 1985, 1987, 1990, 1993 & 1997                                                 |
| Dilbeek-Itterbeek SC             | 4                    | 1974, 1978, 1980 & 1981                                                       |
| VC Temse                         | 3                    | 1979, 1989 & 1991                                                             |
| VC Oudegem                       | 2                    | 2013 & 2022                                                                   |
| Dauphines Charleroi              | 2                    | 1995 & 2012                                                                   |
| Dames Volleybal Gent             | 1                    | 2009                                                                          |
| Hermanas Wervik                  | 1                    | 1988                                                                          |
| Saco Halle                       | 1                    | 1986                                                                          |
| Deco Denderhoutem                | 1                    | 1984                                                                          |